# Ramundeboda distrikt
Ramundeboda distrikt är ett distrikt i Laxå kommun och Örebro län. Distriktet ligger omkring Laxå i sydvästra Närke och gränsar till Västergötland. 

## Tidigare administrativ tillhörighet
Distriktet inrättades 2016 och utgörs av en del av området som Laxå köping utgjorde till 1971, delen som köpingen omfattade före 1967 och som före 1946 utgjorde Ramundeboda socken.
Området motsvarar den omfattning Ramundeboda församling hade vid årsskiftet 1999/2000.

## Tätorter och småorter
I Ramundeboda distrikt finns en tätort och en småort.

### Tätorter
- Laxå

### Småorter
- Röfors